# Donald Duck's Playground
Donald Duck's Playground è un videogioco educativo sviluppato da Al Lowe nel 1984 per conto di Sierra On-Line, il cui protagonista è Paperino, celebre personaggio Disney. Prima pubblicato solo per Commodore 64, in seguito venne convertito per Atari ST, Amiga, Apple II, PC booter e TRS-80 Color Computer.

## Trama
Paperino vuole comprare dei giocattoli per costruire un parco giochi per i nipotini Qui, Quo e Qua. Per guadagnare denaro e poter acquistare i giocattoli dovrà svolgere quattro differenti lavori in varie zone di Paperopoli. I materiali da acquistare sono venduti da tre negozi gestiti rispettivamente da Minni, Topolino e Pippo.

## Modalità di gioco
In Donald Duck's Playground il giocatore controlla Paperino che può lavorare in quattro differenti zone: un negozio ortofrutticolo, una ferrovia, un negozio di giocattoli o un aeroporto. Ogni lavoro può durare da uno a otto minuti, in base alla scelta lasciata all'utente, durante i quali Paperino deve guadagnare più denaro possibile. I soldi guadagnati possono essere spesi nei tre negozi, che vendono tre diversi gruppi di giochi da giardino e attrezzature.
La schermata principale mostra una via della città in prospettiva, con i negozi sulla sinistra e i luoghi di lavoro sulla destra. Qui il giocatore può muovere Paperino e mandarlo nel luogo desiderato.
Ciascuno dei quattro lavori è un gioco del tutto differente:
- Ferrovia: appare una mappa di una rete ferroviaria e bisogna controllare sei scambi per far viaggiare nel minor tempo possibile un treno tra diverse destinazioni.
- Negozio di giocattoli: appare una grande scaffalatura su cui Paperino si muove grazie a una scala scorrevole. Man mano che arrivano giocattoli bisogna portarli allo scaffale corrispondente.
- Scarico ortofrutticolo: la frutta viene lanciata da un camion parcheggiato, bisogna prenderla al volo e metterla nella cassa giusta.
- Aeroporto: un nastro trasportatore porta scatole contrassegnate da tre lettere, Paperino deve prenderle e lanciarle nel corrispondente carrello di un trenino bagagli.

Nei negozi viene invece mostrato il personaggio che serve al bancone e una finestrella in cui scorrono gli oggetti selezionabili (su Amiga/ST/PC si vede tutto l'interno del negozio con tutti gli articoli esposti). Il giocatore deve anche, tramite un cursore, selezionare manualmente banconote e monete per pagare e ricevere l'eventuale resto.
Il gioco originale è solo in inglese e con la valuta in dollari.
Sempre dalla strada principale si accede al parco giochi, dove si trova una struttura di caselle alta tre piani, ciascuna casella da riempire con un elemento acquistato (su Amiga/ST/PC il parco è più complesso e diviso in più schermate).